# Saint-Benoist-sur-Mer
Saint-Benoist-sur-Mer ist eine französische Gemeinde mit 511 Einwohnern (Stand: 1. Januar 2022) im Département Vendée in der Region Pays de la Loire; sie gehört zum Arrondissement Les Sables d’Olonne und zum Kanton Mareuil-sur-Lay-Dissais (bis 2015: Kanton Moutiers-les-Mauxfaits). Die Einwohner werden Bénédictins genannt.

## Geographie
Saint-Benoist-sur-Mer liegt nahe der Biskayaküste, etwa 27 Kilometer südsüdöstlich von La Roche-sur-Yon an den Salzwiesen des Lay. Das Gemeindegebiet gehört zum Regionalen Naturpark Marais Poitevin. Umgeben wird Saint-Benoist-sur-Mer von den Nachbargemeinden La Jonchère im Norden und Nordwesten, Saint-Cyr-en-Talmondais im Norden und Nordosten, Curzon im Nordosten, Lairoux im Osten und Nordosten, Saint-Denis-du-Payré im Osten und Südosten, Grues im Süden sowie Angles im Westen und Südwesten.

## Geschichte
Möglicherweise bestand hier ein römischer Hafen in der Zeit zwischen dem ersten vor- und dem dritten nachchristlichen Jahrhundert.

## Bevölkerungsentwicklung
| Jahr                      | 1962 | 1968 | 1975 | 1982 | 1990 | 1999 | 2006 | 2012 |
| Einwohner                 | 399  | 350  | 303  | 314  | 283  | 319  | 338  | 402  |
| Quelle: Cassini und INSEE |      |      |      |      |      |      |      |      |

## Sehenswürdigkeiten
- Kirche Saint-Benoît, ursprünglich im 11. Jahrhundert erbaut, Anfang des 17. Jahrhunderts von den Hugenotten okkupiert, wenig später (1621) von den Royalisten zurückerobert, seit 1957 Monument historique